# Traverso
De traverso (volledige naam: flauto traverso; fr: flûte traversière) is de 18e-eeuwse voorloper van de moderne dwarsfluit en is doorgaans uit hout gemaakt, soms ook van ivoor en een enkele maal zelfs van glas. De uiteinden van de verschillende delen zijn vaak versterkt met ivoren ringen en het instrument is tot ca. 1750 van een enkele klep voorzien (de rechterpink produceert zo de es of dis). Er zijn zeven toongaten, waarvan er zes direct met de vingers kunnen worden afgedekt en één via de klep. De laagste toon is d', en de natuurlijke toonladder is D groot. Door middel van zogenaamde vorkgrepen zijn ook de tonen te produceren die buiten die natuurlijke toonladder liggen. De traverso werd voor het eerst tot volwaardig instrument ontwikkeld door Hotteterre, die eind 17e eeuw een driedelig instrument ontwierp in een toen gebruikelijke lage stemming (a=392 Herz). In de loop van de 18e eeuw werd het instrument steeds verder ontwikkeld, alnaargelang het klankideaal en de muziek veranderde. Een vierdelig instrument werd standaard, waarbij soms een aantal verwisselbare tussenstukken (corps de réchange) werd meegeleverd om het vaak aanzienlijke verschil in stemming te kunnen overbruggen (van a=390 tot a=440!). Er werden kleppen toegevoegd (aanvankelijk vier, later zes tot tien) om ook gemakkelijker en zuiverder te kunnen spelen in toonsoorten die verder weg lagen van D groot. De beroemde fluitist Johann Joachim Quantz, fluitleraar van Frederik de Grote en fluitenbouwer, ontwierp een instrument met twee pink-kleppen, waarbij onderscheid werd gemaakt tussen es en dis. De originele traverso, met de lage stemming, wordt voornamelijk gebruikt voor het spelen van barokmuziek. Uit de traverso werd door Theobald Böhm de moderne dwarsfluit ontwikkeld. Instrumenten met een bouw die sterk lijkt op die van de traverso's zijn de Ierse fluiten gebruikt in de volksmuziek.

## Beroemde fluitenbouwers
J. Hotteterre (Parijs), J-J. Rippert (Parijs), J.H. en G.A. Rottenburgh (Brussel), P.J. Bressan (Londen), A. en H. Grenser (Dresden), J.J. Quantz (Berlijn), J.C. Denner en J. Denner (Neurenberg), J.H. Eichentopf (Leipzig), C. Palanca (Turijn) en J.G. Tromlitz (Leipzig). In Nederland zijn Richard Haka (Amsterdam), Willem Beukers (Amsterdam) en Rob(b)ert Wijne (Nijmegen) bekende namen.